# Chlamydia muridarum
Espèce
Chlamydia muridarum est une espèce de bactéries intracellulaire (en) de la famille des Chlamydiaceae. Durant un temps, elle a été confondue avec Chlamydia trachomatis. Cependant, cette dernière infecte seulement les humains et C. muridarum les membres de la famille des Muridae (y compris les souris et les hamsters, Alderton, 1996).
Deux souches de Chlamydia muridarum, MoPn (initialement nommée Nigg) et SFPD, ont été isolés depuis des souris et des hamsters. La production de glycogène par les deux souches a été démontrée, même s'il est difficile de détecter le glycogène de MoPn. Le chromosome et le plasmide extrachromosomique de MoPn ont été séquencés.
L'anticorps monoclonal du Chlamydia muridarum MoPn ressemble au noyau de l'épitope (T)LNPT(IA) de Chlamydia trachomatis MOMP vs4. L'analyse des séquences d'ADN indique que ces anticorps monoclonaux reconnaîtraient SFPD et que  l'épitope vs4 IAGAG des anticorps monoclonaux du Chlamydia trachomatis de sérogroupe B reconnaîtraît SFPD.
MoPn a été isolé en 1942 depuis des poumons de souris albinos asymptomatiques de Suisse et on a ensuite prouvé qu'il était capable de produire la maladie chez la souris. Il a été montré que le MoPn est sensible au sulfadiazine.

## Étymologie
Son nom spécifique, muridarum, fait référence à la famille des Muridae que cette espèce est susceptible d'infecter.

## Publication originale
- (en) Karin D. E. Everett, Robin M. Bush et Arthur A. Andersen, « Emended description of the order Chlamydiales, proposal of Parachlamydiaceae fam. nov. and Simkaniaceae fam. nov., each containing one monotypic genus, revised taxonomy of the family Chlamydiaceae, including a new genus and five new species, and standards for the identification of organisms », International Journal of Systematic Bacteriology, vol. 49, no 2,‎ avril 1999, p. 415–440 (ISSN 0020-7713, 1465-2102 et 1070-6259, PMID 10319462, DOI 10.1099/00207713-49-2-415, lire en ligne).

## Source, notes et références
- (en) Cet article est partiellement ou en totalité issu de l’article de Wikipédia en anglais intitulé « Chlamydia muridarum » (voir la liste des auteurs).

1. ↑  Everett KDE, Bush RM & Andersen AA « Emended description of the order Chlamydiales, proposal of Parachlamydiaceae fam. nov. and Simkaniaceae fam. nov., each containing one monotypic genus, revised taxonomy of the family Chlamydiaceae, including a new genus and five new species, and standards for the identification of organisms » Int J Syst Evol Microbiol. 1999;49(2):415-440. Accès libre.
2. ↑  Everett, Bush et Andersen 1999, p. 431